# Hans Stephani
Hans Stephani (* 20. Januar 1935 in Brumby; † 14. September 2003 in Jena) war ein deutscher Physiker.

## Leben
Stephani beschäftigte sich vorwiegend mit der Allgemeinen Relativitätstheorie (ART).
An der Friedrich-Schiller-Universität Jena studierte er Physik, wo er 1963 promovierte und habilitierte. Von 1964 an hielt er ebenda Vorlesungen. Nach der Wiedervereinigung wurde Stephani 1991 Professor für Theoretische Physik. 2000 ging er in den Ruhestand.
Stephani ist bekannt für seine Lehrbücher zur ART und speziell exakte Lösungen der einsteinschen Feldgleichungen. Eine Monographie dazu veröffentlichte er 1980 (nach einem London-Aufenthalt bei William B. Bonnor (1920–2015)) mit Dietrich Kramer (1939–2016; ebenfalls Professor in Jena) und anderen. In Jena gehörte Stephani zu einer Gruppe von Relativitätstheoretikern um den Physiker Ernst Schmutzer.
Er war mit der Physikerin und Mathematikerin Irmtraud Stephani verheiratet, welche zuletzt ebenfalls als Professorin an der Friedrich-Schiller-Universität Jena tätig war.

## Schriften
- mit Gerhard Kluge Grundlagen der theoretischen Mechanik. Deutscher Verlag der Wissenschaften, Berlin 1975.
- mit Gerhard Kluge: Theoretische Mechanik. Punkt- und Kontinuumsmechanik. Spektrum Akademischer Verlag, Heidelberg/Berlin/Oxford 1995, ISBN 3-86025-284-4.
- Allgemeine Relativitätstheorie – Eine Einführung in die Theorie des Gravitationsfeldes. Deutscher Verlag der Wissenschaften, Berlin 1977. 4. Auflage 1991
  - Englische Übersetzung: Hans Stephani: Relativity. An Introduction to Special and General Relativity. 3. Auflage. Cambridge University Press, New York 2004, ISBN 0-521-01069-1.
- Hans Stephani, Dietrich Kramer, Malcolm MacCallum, Cornelius Hoenselaers, Eduard Herlt: Exact Solutions of Einstein's Field Equations. 2. Auflage. Cambridge University Press, 2003, ISBN 0-511-53518-X (cambridge.org [abgerufen am 9. Januar 2022]).
- Hans Stephani: Differentialgleichungen: Symmetrien und Lösungsmethoden; mit 2 Tabellen. Spektrum, Akad. Verl, Heidelberg Berlin 1994, ISBN 3-86025-316-6.